# Ectatomma parasiticum
Ectatomma parasiticum được phát hiện và miêu tả bởi Feitosa, R. M., Hora, R. R. & Delabie, J. H. C. năm 2008.